# Primitivo Rodríguez
Primitivo Rodríguez Gordillo (Medina de las Torres (Badajoz) 25 de abril de 1945-Madrid, 3 de septiembre de 2018) fue un productor, distribuidor, exhibidor, guionista, director, profesor universitario, investigador, escritor y empresario español, centrado en el mundo del cine.

## Formación académica
Tras conseguir una beca, se desplazó a Francia, donde tuvo la oportunidad de trabajar como becario en diversas instituciones galas: la UNESCO, la Radio Televisión Francesa (RTF), la Ecole Practique de Hautes Etudes, todas ellas en París, y posteriormente en otros centros situados en: Nancy, Lyon, Burdeos y Saint Etienne.
Licenciado en Filología Románica, en la Universidad de Santiago de Compostela, Allí realizó su tesis doctoral sobre "Imagen y realidad en Robbe-Grillet", y dio clase en el Instituto de Ciencias da Educación de la Universidad compostelana (1970-1975). Continuó su formación académica, realizando una diplomatura en Cinematografía en la Universidad de Valladolid y un graduado en la Escuela Oficial de Periodismo de Madrid. Y finalmente, se licenció en la facultad de Ciencias de la Información, en la Universidad Complutense (Madrid).

## Su estrecha relación con el cine
En Madrid desarrolló su actividad profesional centrada en el mundo cinematográfico. Comenzó como realizador cinematográfico en el NO-DO (1977-1979), pero dos años después fue nombrado director general de Cinespaña (1979-1982), desde donde realizó una intensa labor de promoción del cine español. 
En 1982, ya como empresario y productor, creó la empresa Videokine y la Sociedad de Promociones y Estudios Cinematográficos SA (PRECISA) para la exhibición del cine. Tras la experiencia conseguida por aquel entonces, se lanzó a crear diversas sociedades de exhibición en cines, cercanos a la capital de España: Alcalá Multicines, Las Rozas Multicines, Las Palmas Multicines, y El Escorial Multicines.
Como productor de películas, participó en Licántropo (1996), y la serie de naturaleza, de cinco capítulos: Ojos Salvajes (2010), entre otras.
Falleció el 3 de septiembre de 2018 a consecuencia de un cáncer, al que se había enfrentado durante los últimos años.

## Cargos, nombramientos y asociaciones a las que perteneció
- Director del Cine Club del Colegio Mayor La Estila (Santiago de Compostela)
- Director del Cine Club del Colegio Mayor Monterols (Barcelona)
- Director general de Cinespaña (1979-1982)
- Director de Europa Press Televisión (1986-1989)
- Presidente de la Sociedad de Empresarios de Cine de España, SECIES (1999)
- Presidente de la Federación de Entidades de Empresarios de Cine de España, FEECE (2001)
- Presidente de la Fundación para el Fomento del Cine y la Cinematografía
- Miembro de la Academia Española de Artes y Ciencias Cinematográficas
- Miembro de la European Film Academy

## Premios y reconocimientos
Medallas del Círculo de Escritores Cinematográficos
| Año  | Categoría                   | Resultado |
| ---- | --------------------------- | --------- |
| 2017 | Labor de promoción del cine | Ganador   |

- Orden de Louis Lumiére

- Premio de Honor a una trayectoria humanística (Asociación CinemaNet, 2017)